# Bass Hill
Bass Hill est un quartier de la banlieue de Sydney se situant dans la zone d'administration locale de la Ville de Bankstown, dans l'État de Nouvelle-Galles du Sud, en Australie. Elle compte 7 225 habitants en 2006
Bass Hill se trouve à environ 23 kilomètres au sud-ouest du Central business district de Sydney. Elle est cernée, au nord par Chester Hill, au sud par Georges Hall, à l'est par Yagoona et à l'ouest par Lansdowne.

## Galerie

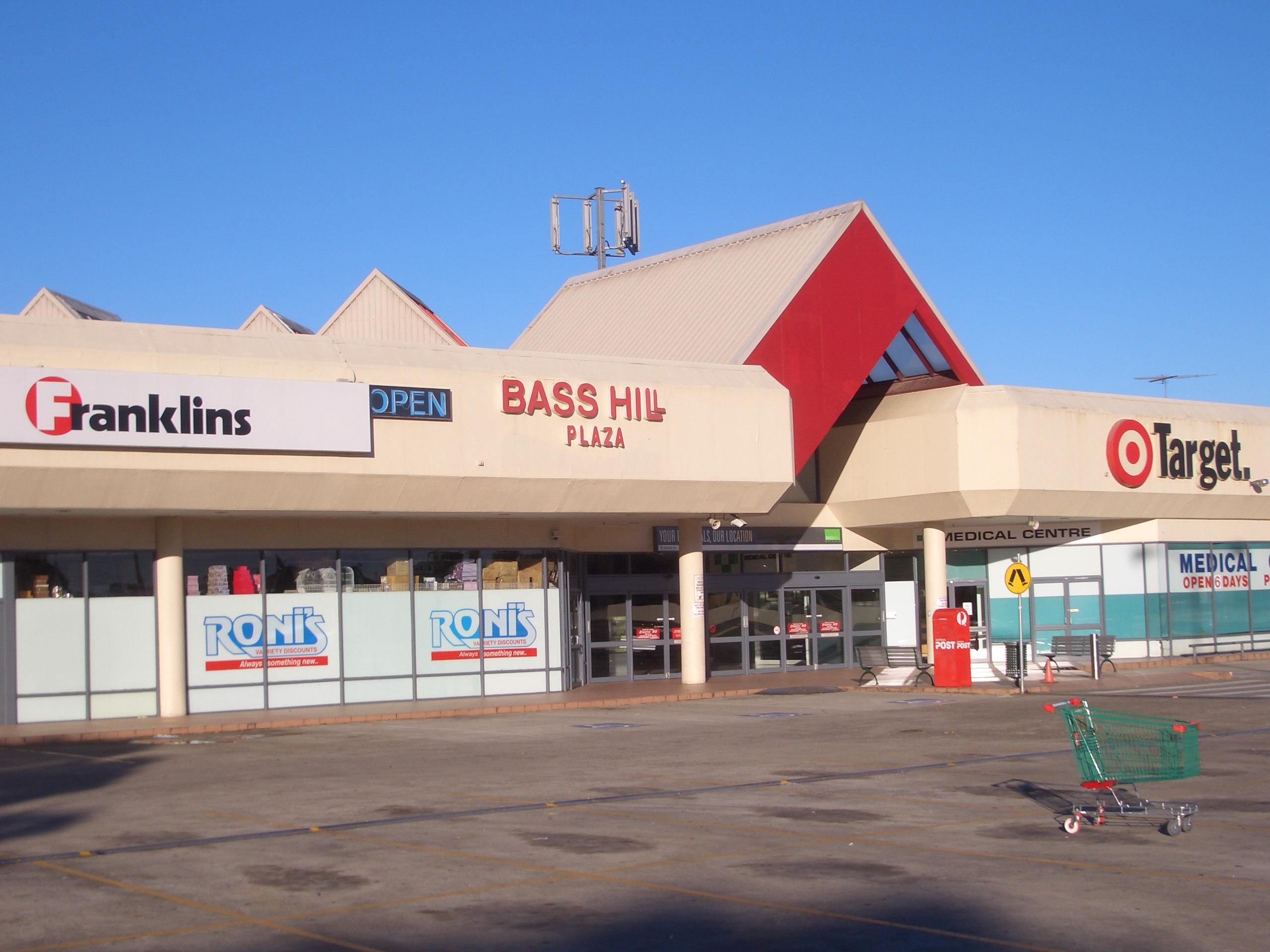
Place de Bass Hill
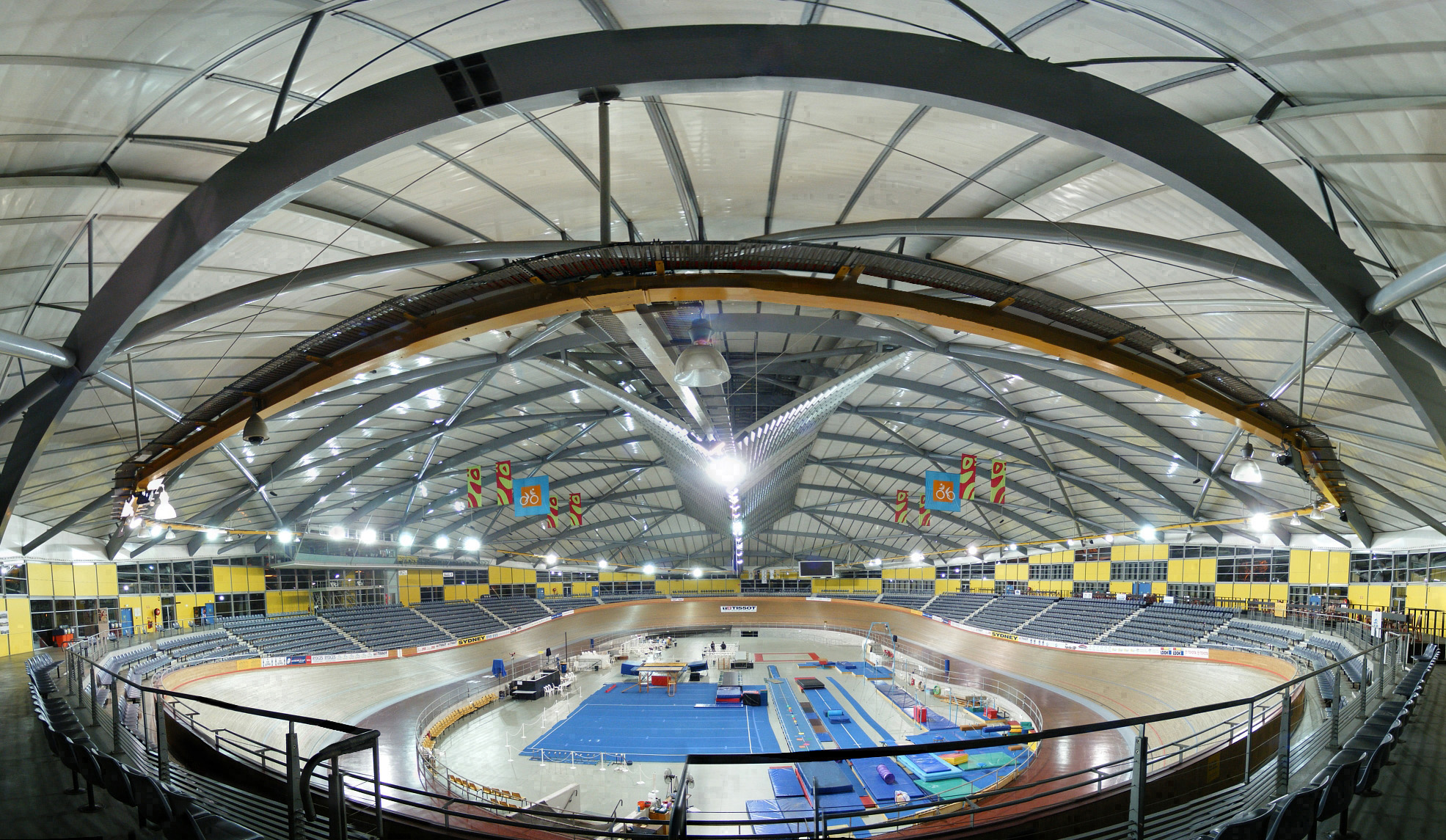
Vélodrome de Bas Hill